# Fergusonina morgani
Fergusonina morgani is een vliegensoort uit de familie van de Fergusoninidae. De wetenschappelijke naam van de soort werd voor het eerst geldig gepubliceerd in 1937 door André Léon Tonnoir.